# Emilio Botín-Sanz de Sautuola
Emilio Botín-Sanz de Sautuola y López (Puente San Miguel, 18 de enero de 1903 - Santander, 22 de septiembre de 1993) fue un banquero español, presidente de Banco Santander desde 1950 hasta 1986.

## Biografía
Nació el 18 de enero de 1903 en Puente San Miguel, Cantabria. Su padre fue Emilio Botín y López, el primer presidente ordinario del Banco Santander. Su madre fue María Sanz de Sautuola y Escalante, la descubridora en 1879, junto a su padre Marcelino Sanz de Sautuola, de las pinturas rupestres de las cuevas de Altamira en Santillana del Mar.
Cursó estudios de Bachillerato en Villacarriedo y fue Licenciado en Derecho por la Universidad de Madrid.
Emilio Botín-Sanz de Sautuola y López ingresó en Banco Santander como consejero el 30 de enero de 1930. Posteriormente, el 5 de enero de 1934, fue nombrado director general y guio el proceso de expansión del banco por otras regiones mediante la absorción de diversas entidades financieras. En 1942, el Grupo absorbió los Bancos de Ávila, Torrelavega y Herrero Riva y, en 1946, el Banco Mercantil.
El 4 de marzo de 1950, fue nombrado consejero delegado y presidente de Banco de Santander, cargo que desempeñó tras sucesivas reelecciones anuales hasta el 20 de noviembre de 1986, cuando cedió a su hijo Emilio Botín el control de la entidad. Unos años más tarde, el 11 de diciembre de 1989, cedió a su nieto Emilio Botín-Sanz de Sautuola O'Shea su asiento de vocal en el Consejo de Administración.
El banquero lideró en los años 50 la consolidación de la entidad en toda España, siguiendo la política de absorciones que culminó en 1978 con la toma de control de la Banca Jover y del Banco Comercial Español. Además, sentó las bases en Hispanoamérica con el objetivo de constituir a futuro el mayor grupo bancario español en el nuevo continente. Bajo su mandato, Banco Santander tuvo un proceso de crecimiento y expansión pasando de 16 a más de 1.600 oficinas y de 118 a más de 13.000 empleados.
En 1965 fundó el Banco Intercontinental Español (Bankinter), Banco industrial nacido del acuerdo entre el Bank of America y Banco de Santander. 
Fue presidente de Bankinter, y de los Bancos Santander-Argentina, Santander-Costa Rica, Santander Dominicano y Santander y Panamá. Durante su carrera en la banca, también fue también presidente del Consejo Consultivo Internacional del Banco Inmobiliario de Guatemala y del Comité Asesor del Banco de Santander Puerto Rico. Fue vicepresidente de la S.A. Cros y de la Compañía Sevillana de Electricidad.
Presidió igualmente la Fundación Marcelino Botín, institución de carácter benéfico, asistencial y cultural, con sede en Santander.

## Vida personal
Estuvo casado con Ana García de los Ríos y Caller. Fue el padre de Emilio Botín y Jaime Botín, consejeros delegados de Banco de Santander y Bankinter, respectivamente.